# Jerome La Grasse
Pour les articles homonymes, voir Grasse (homonymie).
 (décembre 2024).
Jerome La Grasse est un acteur américain du cinéma muet et apprenti producteur, mort en 1929 ou 1930 en Californie.

## Biographie
Jerome La Grasse voulait devenir producteur de film. Il commença sa formation avec le producteur J. C. Cook et Duke Worne. Pour payer son travail d'apprenti, il fit de la figuration dans quelques films. En 1929, quand il reçut son diplôme de producteur, il n'eut pas le temps de faire son premier film car la crise économique de 1929 le plongea dans la misère et il finit par mourir dans un bidonville de Californie[réf. souhaitée].

## Filmographie
- 1924 : 
  - Battling Brewster : ‘Barbed Wire’ Ryan[1].
- 1925 : 
  - The Right Man (en) : Bruce Dergan
  - The Flame Fighter : Darcy Johns[2].
  - Full Speed de Richard Thorpe[3].
- 1926 : 
  - Blue Blazes (en) : Matt Bunker
  - The Grey Devil
- 1927 : 
  - Stepping on the Gas [crédité : Jerome La Gasse] : Jerome Andrews
  - Tongues of Scandal : Colvin
  - When Seconds Count : Goerge Milburn[4].
- 1928 :
  - A Gentleman Preferred : Lord Stanweight